# Igreja dos Santos Cosme e Damião
A Igreja dos Santos Cosme e Damião, oficialmente chamada de Igreja Matriz de São Cosme e São Damião, é um templo católico da cidade brasileira de Igarassu, em Pernambuco. É a igreja mais antiga do Brasil de acordo com o Instituto do Patrimônio Histórico e Artístico Nacional (IPHAN).
Está situada na Região Metropolitana do Recife, a 27 km do centro histórico da capital pernambucana.

## História
A Igreja Matriz de São Cosme e São Damião teve a sua construção iniciada em 1535, ano em que o donatário da Capitania de Pernambuco, Duarte Coelho, desembarcou em Igarassu para tomar posse de suas terras doadas pela Coroa Portuguesa. O templo foi finalizado no século XVII.
Aos Santos Cosme e Damião é atribuído um milagre supostamente ocorrido no ano de 1685: quando as cidades de Recife, Olinda, Itamaracá e Goiana foram assoladas pela febre amarela, Igarassu escapou ilesa da praga.